# Loma Linda
Loma Linda, fundada en 1970, es una ciudad ubicada en el condado de San Bernardino en el estado estadounidense de California. En el año 2000 tenía una población de 18,681 habitantes y una densidad poblacional de 983.2 personas por km².

## Geografía
Se encuentra ubicada en las coordenadas 34°2′N 117°15′O / 34.033, -117.250. Según la Oficina del Censo, la ciudad tiene un área total de 19 km² (7,3 mi²), de la cual 19 km² (7,3 mi²) es tierra y 0 km² (0 mi²) (0%) es agua.

### Localidades adyacentes
El siguiente diagrama muestra a las localidades en un radio de 16 kilómetros (9,9 mi) de Loma Linda.

## Demografía
Según la Oficina del Censo en 2000 los ingresos medios por hogar en la localidad eran de $38,204, y los ingresos medios por familia eran $45,774. Los hombres tenían unos ingresos medios de $36,086 frente a los $35,096 para las mujeres. La renta per cápita para la localidad era de $20,189. Alrededor del 15.1% de la población estaban por debajo del umbral de pobreza.

## Longevidad
Los residentes de Loma Linda tienen una de las tasas de longevidad más altas de los Estados Unidos. El escritor Dan Buettner ha calificado a Loma Linda de Zona Azul, un área donde la longevidad es apreciablemente más alta que el promedio nacional y una proporción sustancial de la población vive más de 100 años. El libro de Buettner de 2008, Las zonas azules: lecciones para vivir más tiempo de las personas que han vivido más tiempo, atribuye la tasa de longevidad de Loma Linda a las prácticas de dieta y salud cultural adventista. La ciudad controla estrictamente la venta de alcohol y ha prohibido fumar en público. La tienda de comestibles propiedad de la iglesia adventista no vende carne.

## Influencia Adventista del Séptimo Día
Casi la mitad de los residentes de la ciudad son miembros de la Iglesia Adventista del Séptimo Día, una denominación cristiana protestante fundada en 1863 que observa el sábado desde la puesta del sol del viernes hasta la puesta del sol del sábado. En 1904, la Iglesia Adventista del Séptimo Día, guiada por las visiones de la profeta Elena de White, compró un complejo fallido en la ciudad para crear un sanatorio y una escuela de enfermería. En 1909, la iglesia abrió una escuela de medicina que finalmente se convirtió en el Centro Médico de la Universidad de Loma Linda. La empresa Loma Linda Foods fue fundada en Loma Linda en 1905 por los Adventistas del Séptimo Día.
Las instituciones adventistas del séptimo día en la ciudad incluyen la Iglesia Universitaria de Loma Linda y la Academia de Loma Linda. Debido a que muchos miembros de la fe adventista son vegetarianos, hay muchas opciones vegetarianas en los restaurantes de Loma Linda y en los restaurantes vegetarianos del centro de la ciudad. La tienda de comestibles Loma Linda Market no vende carnes rojas, aves ni mariscos.
La ciudad es una zona azul, donde los residentes viven más que el promedio, y esto se atribuye al estilo de vida saludable de muchos residentes adventistas en Loma Linda.

## Ciudades hermanas
- Manipal, India
- Libertador San Martín, Entre Ríos, Argentina